# نظام الإرسال (الاتصال عن بعد)
في مجال الاتصال عن بعد، النقل هو عملية إرسال ونشر وإستقبال معلومات والإشارات التناظرية أو الرقمية من نقطة إلى نقطة أخرى، أو من نقطة إلى عدة نقاط. ونظام الإرسال  هو النظام المسؤول عن نقل الإشارة من مكان إلي آخر. ويمكن أن تكون هذه الإشارة؛
- إشارة كهربائية.
- إشارة ضوئية.
- موجة راديوية.

وبعض الأنظمة تحتوي على التضمين، فك التضمين، التكافؤ، كشف الأخطاء وتصحيحها، التضميم. وتحتوي على المجدد (جهاز إلكتروني) (regenerators) الذي يعمل على إعادة بناء وإعادة التشكيل للرسالة المشفرة قبل إعادة الإرسال مرة أخرى.

## طرق النقل
من أمثلة طرق نقل الإشارة الأكثر استخداما على نطاق واسع في شبكة الإنترنت والشبكة العامة لتحويل الهاتف (PSTN) هي الشبكات البصرية المتزامنة SONET.

## مثال
يعتبر الإنترنت، وشبكة للهاتف المحمول، والكابلات الاسلكية أمثلة على أنظمة النقل والإرسال التي يستخدمها الناس في حياتهم اليومية.